# Eros Riccio
 Eros Riccio  (ur. 1 grudnia 1977 w Lukce) – włoski szachista, Wielki Mistrz szachów korespondencyjnych (2010), mistrz zaawansowanych w szachach i mistrz świata FICGS w szachach korespondencyjnych. Jest autorem podręcznika otwarć szachowych (Sikanda).

## Kariera
Eros Riccio zdobył trzy mistrzostwa Włoch w szachach korespondencyjnych oraz mistrzostwo Włoch w szachach rozgrywanych przez email.
Brał udział w licznych turniejach stojąc na czele włoskiej narodowej drużyny korespondencyjnej szachów ICCF, między innymi w VII Mistrzostwach Europy. Zdobywca medali:
- srebrnego (2012) - VII Mistrzostwa Europy, indywidualnie;

- brązowego (2013) - XVII Olimpiada Szachowa, drużynowo wraz z reprezentacją Włoch.

Po zwycięstwie w 8. PAL / CSS Freestyle Tournament, Riccio wygrał wszystkie zaawansowane turnieje szachowe, w których brał udział (Computer Bild Spiele Schach Turnier, Welcome Freestyle Tournament, Christmas Freestyle Tournament, IC Freestyle Masters, Infinity Freestyle Tournament) i stał się najlepszym szachistą z nurtu freestyle. W rzeczywistości, Infinity Chess opracowała specjalną klasyfikację Elo dla "centaurów" (mężczyzna + komputer), który widzi pierwsze miejsce Eros Riccio (Sephiroth) z 2755 punktów Elo.
W FICGS wygrał pierwszą i trzecią edycję Freestyle Chess Cup i czternaście kolejnych mistrzostw świata.